# آه يا زمن (ألبوم)
أه يا زمن ألبوم للمغني الكويتي عبد الله الرويشد صدر سنة 2003.

## محتويات الألبوم
1. مسألة وقت
2. طمني
3. لا ياحبيبي
4. على الله
5. إعتذرلي
6. عندي سؤال
7. تحرمني
8. ياجارة
9. ألا قيها
10. مظلوم
11. آه يازمن